# Teinobasis tenuis
Teinobasis tenuis är en trollsländeart som först beskrevs av Martin 1897.  Teinobasis tenuis ingår i släktet Teinobasis och familjen dammflicksländor. Inga underarter finns listade i Catalogue of Life.